# Zineb
Zineb ist eine chemische Verbindung aus der Gruppe der Dithiocarbamate. Sie liegt in Form eines kristallinen Pulvers vor.

## Gewinnung und Darstellung
Zineb kann durch Reaktion von Nabam mit Zinksulfat gewonnen werden.

## Eigenschaften
Zineb ist ein polymerer Komplex aus Zink und Bis(dithiocarbamat). Das Polymer besteht aus Zn(dithiocarbamat)2-Untereinheiten, die an ein Ethen-Rückgrat gebunden sind. Eine Referenzverbindung ist [Zn(S2CN(C2H5)2)2]2, welche ein Paar von tetrahedralen Zink-Zentren aufweist, die über ein Schwefelatom verbrückt sind.

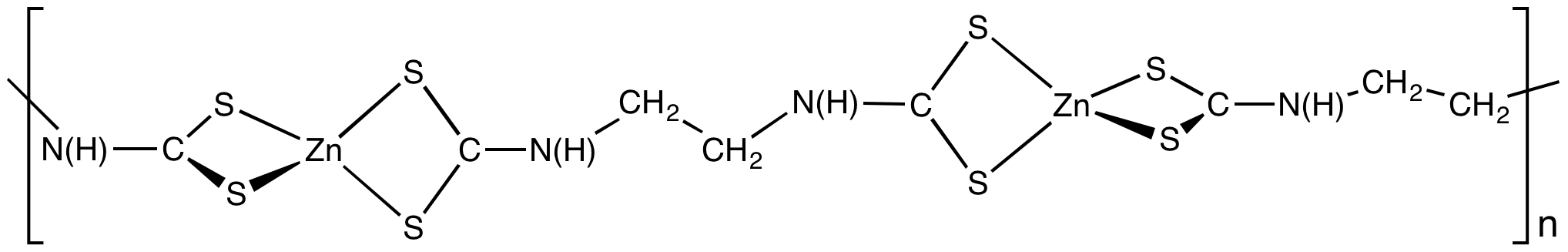
Darstellung als polymerer Komplex

## Verwendung
Zineb wurde als breit wirksames Pflanzenschutzmittel (Blatt-Fungizid) bei einer Reihe von Obst- und Gemüsesorten verwendet. Es wurde auch mit anderen Kombination mit ähnlichen Wirkstoffen (z. B. als Metiram) eingesetzt. Die Zulassung als Pflanzenschutzmittel wurde 2001 in der EU und in der Schweiz aufgehoben. Zineb wird als Biozid in Antifouling-Produkten eingesetzt. Für die Verwendung in der Produktart 21 wurde es in das EU-Prüfprogramm aufgenommen.

## Sicherheitshinweise
Zineb wirkt nur wenig toxisch, ist aber hormonell wirksam.

## Nachweis
Zineb kann durch HPLC nachgewiesen werden, wobei ähnliche Thiocarbamate durch nachträgliche Atomspektroskopie unterschieden und das Mischungsverhältnis festgestellt werden kann.